# Candida (Avellino)
Candida é uma comuna italiana da região da Campania, província de Avellino, com cerca de 1.070 habitantes. Estende-se por uma área de 5 km², tendo uma densidade populacional de 214 hab/km². Faz fronteira com Lapio, Manocalzati, Montefalcione, Parolise, Pratola Serra, San Potito Ultra.

## Demografia
| Variação demográfica do município entre 1861 e 2011                               |
|                                                                                   |
| Fonte: Istituto Nazionale di Statistica (ISTAT) - Elaboração gráfica da Wikipedia |